# Ihor Pokarynin
Ihor Wiktorowycz Pokarynin, ukr. Ігор Вікторович Покаринін (ur. 30 kwietnia 1981 w Odessie) – ukraiński piłkarz, grający na pozycji pomocnika.

## Kariera piłkarska

### Kariera klubowa
Wychowanek Szkoły Piłkarskiej Czornomoreć Odessa. W 1998 rozpoczął karierę piłkarską w drużynie Dynamo-SKA Odessa. Na początku 1999 zasilił skład SK Odessa. Latem 1999 przeniósł się do Czornomorca Odessa, ale występował tylko w drugiej drużynie. W 2002 grał w amatorskim zespole IRIK Odessa. Latem 2002 został piłkarzem MFK Mikołajów, skąd został wypożyczony do zespołu Olimpija FK AES Jużnoukraińsk. Potem występował w klubach Krasyliw-Obołoń Krasiłów i Podilla Chmielnicki. Podczas przerwy zimowej sezonu 2005/06 wyjechał do Łotwy, gdzie podpisał kontrakt z FK Ventspils. Latem 2007 powrócił do Ukrainy, gdzie bronił barw Desny Czernihów, w której w 2008 zakończył karierę piłkarską.

## Sukcesy i odznaczenia

### Sukcesy klubowe
- mistrz Łotwy: 2006, 2007
- zdobywca Pucharu Łotwy: 2007
- finalista Baltic League: 2007